# Polymerodon andinus
Polymerodon andinus är en bladmossart som beskrevs av Theodor Carl Karl Julius Herzog 1909. Polymerodon andinus ingår i släktet Polymerodon och familjen Dicranaceae. Inga underarter finns listade i Catalogue of Life.